# Simulium merga
Simulium merga är en tvåvingeart som beskrevs av Takaoka och Choochote 2005. Simulium merga ingår i släktet Simulium och familjen knott.
Artens utbredningsområde är Thailand. Inga underarter finns listade i Catalogue of Life.